# Isomerengemisch
Als Isomerengemisch wird in der Organischen Chemie ein Substanzgemisch bezeichnet, welches sich aus zwei oder mehr Isomeren zusammensetzt. Bei diesen Isomeren kann es sich um Konstitutions- oder um Stereoisomere handeln (Stereoisomerengemisch). Isomerengemische verschiedener Konstitutionsisomere gibt es beispielsweise in Crackgasen, wo Isomere verschiedener kurzkettiger Kohlenwasserstoffe als Isomerengemisch vorliegen.

## Beispiel: DIPN-Isomerengemisch
Häufig sind Isomerengemische in technischen Produkten zu finden; ein Beispiel hierfür ist das DIPN-Isomerengemisch, welches zahlreiche Isomere von Diisopropylnaphthalinen enthält. Solche technisch wichtigen Isomerengemische tragen als Gemisch häufig eine eigene CAS-Nummer, obwohl deren Einzelkomponenten bereits unter anderen CAS-Nummern registriert sein können.

Verschiedene Isomere des Diisopropylnaphthalins
1,2-Diisopropylnaphthalin
1,3-Diisopropylnaphthalin
1,4-Diisopropylnaphthalin
1,5-Diisopropylnaphthalin
1,6-Diisopropylnaphthalin
1,7-Diisopropylnaphthalin
1,8-Diisopropylnaphthalin
2,3-Diisopropylnaphthalin
2,6-Diisopropylnaphthalin
2,7-Diisopropylnaphthalin